# 中国大陆电视剧列表 (2012年)
本条目罗列2012年首播的中国大陆电视剧（含网络剧）。
颜色指引：  IP劇

## 古装/民初/都市/婚姻/青春/科幻
注：集数以国家广播电影电视总局公布为准，语言以普通话为主，按首播日期排序
| 剧名                            | 集数 | 专题                       | 首播(地方台/视频网)               | 首播(卫视/央视)                                  | 主演                                                                             | 题材 |
| ------------------------------- | ---- | -------------------------- | --------------------------------- | ------------------------------------------------ | -------------------------------------------------------------------------------- | ---- |
| 大戏法                          | 40   | 网页（页面存档备份，存于） |                                   | 1月1日 央视八套                                  | 巍子、余少群、张洪睿、邓丽欣                                                     | 民初 |
| 李天腾与赵小宝                  | 26   |                            |                                   | 1月7日 炫动卡通卫视                              | 何超、张晨璐等                                                                   | 少儿 |
| 经营婚姻                        | 30   | 网页（页面存档备份，存于） | 1月1日 浙江影视频道               | 2月11日 北京/深圳卫视                            | 李念、朱雨辰、张铁林、李诚儒、高奕                                               | 都市 |
| 卜案                            | 26   | 网页（页面存档备份，存于） | 1月2日 上海电视剧频道             |                                                  | 陈浩民、赵柯、朱峰、任天野                                                       | 古装 |
| 另一种灿烂生活                  | 30   | 网页（页面存档备份，存于） |                                   | 1月6日 湖南卫视金鹰独播剧场                      | 朴海镇、江铠同、乔乔、張達明                                                     | 都市 |
| 离爱                            | 28   | 网页（页面存档备份，存于） | 1月6日 湖南电视剧频道             |                                                  | 黄明、张嘉倪、张晓晨、田原、李晟、郑恺、焦阳                                     | 都市 |
| 欢乐元帅                        | 48   | 网页（页面存档备份，存于） | 1月7日 山东齐鲁频道               | 1月23日 深圳/安徽卫视(凌晨)                      | 古巨基、蔡卓妍、马苏、鍾欣潼、颜丹晨、吴卓羲                                     | 古装 |
| 北京爱情故事                    | 39   | 网页（页面存档备份，存于） |                                   | 1月8日 浙江卫视                                  | 李晨、陈思成、张译、杨幂、张歆艺、佟丽娅                                         | 都市 |
| 麻辣隔壁                        | 10   | 网页                       | 1月10日 优酷                      |                                                  | 杨羽、邵庄                                                                       | 青春 |
| 宫锁珠帘                        | 37   | 网页（页面存档备份，存于） |                                   | 1月20日 湖南卫视金鹰独播剧场                     | 何晟铭、袁姗姗、杜淳、张嘉倪、舒畅、杨蓉、王阳                                   | 古装 |
| 春秋淹城                        | 30   | 网页（页面存档备份，存于） | 1月22日 江苏影视频道              |                                                  | 舒畅                                                                             | 古装 |
| 幸福三颗星                      | 32   | 网页（页面存档备份，存于） |                                   | 1月23日 安徽卫视                                 | 蓝正龙、杨谨华、吴建飞、颖儿、李金铭、李智楠                                     | 都市 |
| 自古英雄出少年                  | 38   | 网页（页面存档备份，存于） | 1月23日 山东齐鲁频道              | 6月22日 广东卫视                                 | 释小龙、白静、吴磊、孙一明、郑佩佩、梁家仁                                       | 古装 |
| 如意                            | 42   | 网页（页面存档备份，存于） |                                   | 1月29日 湖南卫视金芒果独播剧场                   | 杨幂、刘恺威、朱泳腾、吕佳容、刘雪华、张晨光                                     | 民初 |
| 婚巢                            | 34   | 网页（页面存档备份，存于） | 2月2日 上海东方电影频道           | 11月10日 江西，11日 山东卫视(下午)               | 王丽坤、李乃文、黄明、郑天玮                                                     | 婚姻 |
| 虎符传奇                        | 30   | 网页（页面存档备份，存于） | 2月7日 江苏综艺频道               | 12月18日 央视八套                                | 杨幂、冯绍峰、唐一菲、陈宝国、李宗翰                                             | 古装 |
| 深宫谍影                        | 37   | 网页（页面存档备份，存于） |                                   | 2月9日 湖南卫视金鹰独播剧场                      | 甘婷婷、郑嘉颖、米雪、刘庭羽、洪欣、廖碧儿                                       | 古装 |
| 西施秘史                        | 41   | 网页（页面存档备份，存于） |                                   | 2月11日 江西/东南/湖北/安徽卫视(凌晨)            | 邬靖靖、马景涛、马德钟、陈浩民                                                   | 古装 |
| 千山暮雪续集                    | 7    |                            | 2月14日 搜狐视频                  |                                                  | 刘恺威、颖儿、李智楠                                                             | 都市 |
| 守望的天空                      | 30   | 网页（页面存档备份，存于） | 2月16日 深圳都市频道              | 3月14日 湖南卫视金芒果独播剧场                   | 李沁、林申、赵文瑄、王琳、李艳、阚清子                                           | 都市 |
| 蚁族的奋斗                      | 33   | 网页（页面存档备份，存于） |                                   | 2月19日 安徽卫视                                 | 杨烁、张铎、张佳宁、王黎雯、李依玲                                               | 都市 |
| 夫妻那些事                      | 34   | 网页（页面存档备份，存于） |                                   | 2月23日 湖南卫视金芒果独播剧场                   | 黄磊、陈数、梁静、李明珠                                                         | 婚姻 |
| 亲爱的回家                      | 36   | 网页（页面存档备份，存于） |                                   | 2月25日 湖南卫视金鹰独播剧场                     | 蒋毅、韩雪、胡兵、于娜、陆昱霖、骆达华、苑琼丹                                   | 都市 |
| 林师傅在首尔                    | 30   | 网页（页面存档备份，存于） |                                   | 2月26日 北京/深圳/陕西/山东卫视(日间)            | 林永健、张瑞希、张佳宁、赵锦涛、谭松韵                                           | 都市 |
| 王阳明                          | 38   |                            | 2月27日 韩国CHING TV              |                                                  | 陆剑明、周海媚、魏宗万                                                           | 古装 |
| 美丽誓言 / 族魂                 | 23   |                            | 2月 DVD出售                       |                                                  | 黄海冰，戴娇倩                                                                   | 乡土 |
| 妹仔大过主人婆2                 | 300  |                            | 3月1日 广东珠江频道               |                                                  | 陈锦鸿、秦煌、刘玉翠、赵学而、钱莹                                               | 古装 |
| 寻你到天涯                      | 33   | 网页（页面存档备份，存于） | 3月2日 广西都市频道               | 2013年12月25日 广东卫视                          | 叶璇、王毅、刘汉强、徐筠、习雪、金燕玲                                           | 都市 |
| 假如我是真的                    | 31   |                            | 3月5日 上海东方电影频道           |                                                  | 方力申、万茜、吴大维、王雨                                                       | 都市 |
| 爱啊哎呀，我愿意                | 24   | 网页（页面存档备份，存于） |                                   | 3月12日 深圳/安徽卫视(下午)                      | 陈怡蓉、郭品超、热依扎、宋珉宇、徐越                                             | 都市 |
| 偏偏爱上你                      | 28   | 网页（页面存档备份，存于） |                                   | 3月13日 湖南卫视金鹰独播剧场                     | 韩雪、丁子峻、于小伟                                                             | 都市 |
| 小白菜传奇                      | 33   |                            | 3月15日 黑龙江影视频道            |                                                  | 李保田、毛林林、陈瑾、刘家良、江珊、罗晋、吕中                                   | 古装 |
| 秘密天使                        | 10   | 网页（页面存档备份，存于） | 3月21日 搜狐视频                  |                                                  | 金素恩、陈翔、张佑赫、千明勋、金亚荣(Yura)                                       | 都市 |
| 小城大爱                        | 24   | 网页（页面存档备份，存于） | 3月22日 上海电视剧频道            | 10月19日 贵州卫视                                | 冯绍峰、班嘉佳                                                                   | 都市 |
| 七品芝麻官                      | 25   | 网页（页面存档备份，存于） |                                   | 3月24日 央视十一套                               | 郑则仕、苑琼丹、巩峥、刘庭羽、刘仪伟、姜鸿                                       | 古装 |
| 明珠游龙                        | 34   | 网页（页面存档备份，存于） |                                   | 3月26日 江西卫视                                 | 宋洋、杨净如、刘淼淼、吴静一、郑茜                                               | 古装 |
| 太平公主秘史                    | 45   | 网页（页面存档备份，存于） |                                   | 3月27日 湖南卫视金鹰独播剧场                     | 贾静雯、郑爽、蓝燕、李湘、张翰、袁弘                                             | 古装 |
| 别无选择                        | 32   |                            | 3月28日 湖南电视剧频道            |                                                  | 任程伟、钟汉良、萧蔷、杨树泉                                                     | 民初 |
| 风和日丽                        | 35   |                            | 3月28日 江苏城市频道              | 6月12日 浙江/东方卫视                            | 马伊琍、李晨、刘芸、秦俊杰                                                       | 都市 |
| AA制生活                        | 38   | 网页（页面存档备份，存于） |                                   | 4月2日 湖南卫视金芒果独播剧场                    | 李小璐、任重、马苏、曹炳琨                                                       | 都市 |
| 跑马场                          | 33   | 网页（页面存档备份，存于） |                                   | 4月11日 央视八套                                 | 黄宗泽、胡杏儿、伍卫国、张娜拉                                                   | 民初 |
| 薛平贵与王宝钏                  | 48   | 网页（页面存档备份，存于） | 4月20日 广东珠江频道              | 4月19日 江苏卫视                                 | 陈浩民、宣萱、馨子、张亮、陈为民                                                 | 古装 |
| 南国有佳人                      | 39   | 网页（页面存档备份，存于） | 4月19日 江苏城市频道              |                                                  | 陈怡蓉、焦恩俊、翁虹、何美钿、邬靖靖、保剑锋                                     | 民初 |
| 一触即发                        | 32   | 网页                       | 4月27日 重庆影视频道              | 7月31日 北京卫视                                 | 钟汉良、李立群、杨蕊、李玥、白凡                                                 | 民初 |
| 笑红颜                          | 33   | 网页（页面存档备份，存于） |                                   | 4月23日 湖南卫视金鹰独播剧场                     | 胡静、陈楚河、刘松仁、戴春荣、翁虹                                               | 民初 |
| 我为出嫁狂                      | 32   |                            | 4月23日 福建电视剧频道            | 2013年2月12日 海峡卫视                           | 苗圃，张殿菲，李天柱，梁爱琪                                                     | 婚姻 |
| 小夫妻时代 / 双核时代           | 36   | 网页（页面存档备份，存于） |                                   | 4月25日 湖南卫视金芒果独播剧场                   | 朱雨辰、马苏、潘泰名、隋俊波、于慧                                               | 都市 |
| 空姐日记                        |      | 网页（页面存档备份，存于） | 4月25日 TVB8(因官司停播)          |                                                  | 胡兵、甘婷婷、Sara、胡东、穆婷婷                                                 | 都市 |
| 心术                            | 36   | 网页（页面存档备份，存于） |                                   | 5月3日 安徽/东方/浙江/天津卫视                   | 吴秀波、海清、张嘉译、翟天临                                                     | 都市 |
| 赏金猎人                        | 30   | 网页（页面存档备份，存于） |                                   | 5月8日 湖南卫视金鹰独播剧场                      | 钱泳辰、李易峰、江铠同、刘雪华、颖儿、邵美琪                                     | 古装 |
| 小菊的春天 / 小菊的秋天         | 71   | 网页（页面存档备份，存于） |                                   | 5月10日 央视八套                                 | 颖儿、王传一、高亚林、江淑娜、邹廷威                                             | 都市 |
| 桃花劫                          | 40   |                            | 5月15日 湖北经视                  |                                                  | 张玉嬿、江宏恩、林韦君、霍政谚                                                   | 民初 |
| 牵牛的夏天                      | 28   | 网页（页面存档备份，存于） |                                   | 5月22日 湖南卫视金鹰独播剧场                     | 彭于晏、张檬、张峻宁、冯媛甄、张世                                               | 都市 |
| 金太狼的幸福生活                | 40   | 网页（页面存档备份，存于） |                                   | 5月22日 安徽/ 东方/江苏/河南卫视                 | 李小璐、宋丹丹、王雷、范明、杜源                                                 | 都市 |
| 杜拉拉升职记 (网剧)             | 25   |                            | 5月24日 视频网                    |                                                  | 谢楠、王耀庆、巩新亮、施艳飞                                                     | 都市 |
| 野鸽子                          | 30   | 网页（页面存档备份，存于） |                                   | 5月27日 深圳卫视                                 | 董维嘉、毛毅、郑奇、李媛、孙丽娜、蒋方婷、方辉                                   | 都市 |
| 错嫁                            | 32   | 网页（页面存档备份，存于） | 5月28日 湖北经视                  | 2013年2月28日 东南/广东/内蒙古卫视               | 甘婷婷、李彩华、万思维、杜旭东                                                   | 民初 |
| 真爱谎言                        | 38   | 网页（页面存档备份，存于） | 5月29日 中天娱乐台                | 6月24日 江西卫视                                 | 薛凯琪、李易峰、潘虹、李宗翰                                                     | 都市 |
| 宝贝妈妈宝贝女                  | 36   | 网页（页面存档备份，存于） |                                   | 6月2日 湖南卫视金鹰独播剧场                      | 殷叶子、路晨、孙骁骁、马天宇                                                     | 青春 |
| 青瓷                            | 40   | 网页（页面存档备份，存于） |                                   | 6月4日 湖南卫视金芒果独播剧场                    | 张国立、王志文、韩雨芹、叶倩云、王海燕、李菲儿                                   | 都市 |
| 身边的幸福                      | 28   |                            | 6月6日 上海电视剧频道             | 2015年3月16日 湖北卫视                           | 刘蓓、严屹宽、郑晓宁、刘梓妍、王永强                                             | 都市 |
| 马永贞                          | 39   | 网页（页面存档备份，存于） | 6月7日 山东齐鲁频道               | 2013年5月2日 央视八套                            | 陈国坤、王紫瑄、周牧茵、樊少皇、徐熙颜、徐少强                                   | 民初 |
| 猫人女王                        | 10   | 网页（页面存档备份，存于） | 6月7日 搜狐视频                   |                                                  | 潘霜霜、艾尚真、张雪                                                             | 都市 |
| 伞娘传奇 / 冬雪                 | 28   |                            | 6月8日 湖南电视剧频道             |                                                  | 秦海璐、吕颂贤、刘雪华、刘丹                                                     | 民初 |
| 错婚 / 微风吹乱的爱情           | 36   |                            | 6月8日 内蒙古经济生活频道         | 2014年10月15日 江西卫视                          | 曹炳琨、戴娇倩、翁虹、郝平、李芯逸                                               | 婚姻 |
| 囧人的幸福生活                  | 30   | 网页（页面存档备份，存于） |                                   | 6月11日 江苏卫视                                 | 张博、关悦、贾青、张勋杰、郑恺                                                   | 都市 |
| 我的经济适用男                  | 33   | 网页（页面存档备份，存于） | 6月13日 绍兴新闻综合频道          | 7月15日 东方卫视                                 | 佟丽娅、李光洁、杜淳、戚薇、高露、乔任梁                                         | 青春 |
| 楚留香新传                      | 38   | 网页（页面存档备份，存于） | 6月14日 韩国Ching TV              | 2013年7月23日 山东卫视(深夜)                     | 张智尧、刘德凯、金巧巧、樊少皇                                                   | 古装 |
| 风雨唐人街                      | 25   | 网页（页面存档备份，存于） |                                   | 6月15日 央视八套                                 | 苗圃、寇世勋、黄觉                                                               | 民初 |
| 哎呀妈妈                        | 30   |                            | 6月15日 江苏城市频道              | 10月22日 深圳卫视                                | 张凯丽、张佳宁、杨雪、曹炳琨                                                     | 都市 |
| 我可能不会爱你                  | 24   | 网页（页面存档备份，存于） |                                   | 6月16日 湖南卫视金鹰独播剧场                     | 林依晨、陈柏霖、王阳明、陈匡怡、金士杰                                           | 都市 |
| 搜神记                          | 36   | 网页                       | 6月19日 四川公共频道              | 2013年1月28日 东南卫视                           | 陈紫函、陈键锋、谭耀文、刘力扬                                                   | 古装 |
| 木府风云                        | 40   | 网页（页面存档备份，存于） |                                   | 6月20日 央视八套                                 | 秋瓷炫、朱晓渔、于荣光、吕良伟、潘虹、苏倩薇                                     | 古装 |
| 梦回唐朝                        | 31   | 网页（页面存档备份，存于） | 6月22日 江阴电视剧频道            | 2013年1月19日 湖南卫视(上午)                     | 郭德纲、王力可、倪虹洁、谭耀文、潘虹、佟丽娅                                     | 古装 |
| 牡丹亭                          | 36   | 网页（页面存档备份，存于） | 6月22日 海口新闻综合频道          | 2013年3月31日 香港卫视                           | 孙菲菲、沙溢、王珂、张铁林                                                       | 古装 |
| 锁梦楼                          | 34   | 网页（页面存档备份，存于） | 6月23日 湖北综合频道              |                                                  | 谢祖武、马雅舒、高云翔、杨蓉、江淑娜                                             | 民初 |
| 天涯明月刀                      | 40   | 网页（页面存档备份，存于） |                                   | 6月24日 湖南卫视金鹰独播剧场                     | 钟汉良、张檬、陈楚河、姜大卫、张定涵、毛晓彤                                     | 古装 |
| 女人的颜色 / 女人的抉择         | 70   | 网页（页面存档备份，存于） |                                   | 6月27日 江苏卫视                                 | 凌潇肃、徐筠、芦芳生、王媛可、白凡、周晓鸥                                       | 都市 |
| 浮沉                            | 30   | 网页（页面存档备份，存于） |                                   | 6月30日 浙江/东方/北京/深圳卫视                  | 张嘉译、白百何、王志飞、王耀庆                                                   | 都市 |
| 倾城雪 / 美人如画               | 50   | 中視（页面存档备份，存于） | 7月4日 河南电视剧频道             | 2014年5月31日 浙江卫视                           | 杜淳、董洁、何晟铭、张嘉倪、高昊、邓萃雯                                         | 古装 |
| 飘摇人生                        | 36   |                            | 7月3日 湖北综合频道               |                                                  | 郑国霖、刘一含、文梦洋、高昊                                                     | 民初 |
| 奇异家庭                        | 30   | 网页（页面存档备份，存于） | 7月4日 爱奇艺                     |                                                  | 蔡明、王平、宋阳、叶梓萱、张含韵                                                 | 都市 |
| 轩辕剑之天之痕                  | 36   | 网页（页面存档备份，存于） |                                   | 7月6日 湖南卫视第一周播剧场                      | 胡歌、蒋劲夫、刘诗诗、唐嫣、古力娜扎、林更新                                     | 古装 |
| 女人帮·妞儿第一季               | 12   |                            | 7月9日 乐视网                     |                                                  | 应采儿、甘薇、熊乃瑾、刘芸 客串:陈建斌、贾乃亮、霍思燕                           | 都市 |
| 穆桂英挂帅                      | 39   | 网页（页面存档备份，存于） |                                   | 7月10日 安徽/山东/天津/河南卫视                  | 苗圃、罗晋、斯琴高娃、张铁林、尹航、李琦                                         | 古装 |
| 三十而立                        | 24   | 网页（页面存档备份，存于） | 7月13日 哈尔滨新闻综合频道        | 10月24日 江西卫视                                | 任重、赵锦焘、韩雨芹、付悦                                                       | 都市 |
| 星光都市2                       | 24   | 网页（页面存档备份，存于） |                                   | 7月14日 CCTV-6                                   | 张子君、张一山、张致恒、吴安雅、啜妮                                             | 青春 |
| 胜女的代价 / S.O.P女王          | 30   | 网页（页面存档备份，存于） |                                   | 7月15日 湖南卫视金鹰独播剧场                     | 张翰、陈乔恩、高以翔、张檬、蒋怡                                                 | 都市 |
| 刺青海娘 / 刺青                 | 36   | 网页（页面存档备份，存于） | 7月15日 湖南电视剧频道            | 2016年11月7日 广东卫视                           | 蒋梦婕、许绍洋、秦子越、黄明、王子文                                             | 民初 |
| 仙女湖                          | 40   | 网页（页面存档备份，存于） | 7月15日 四川公共频道              | 2013年2月11日 央视一套                           | 贡米、陈龙、恬妞、莫少聪                                                         | 古装 |
| 时尚女编辑                      | 30   | 网页（页面存档备份，存于） |                                   | 7月16日 北京卫视                                 | 殷桃、张子萱、赵子琪、祖峰、王一楠、张瑶                                         | 都市 |
| 審死官 / 威龍闖天關             | 30   |                            | 7月16日 南方影视频道              |                                                  | 郭晋安、佘诗曼、薛佳凝、苑瓊丹、林嘉华                                           | 古装 |
| 倾城绝恋 / 清宮绝恋             | 41   | 网页（页面存档备份，存于） | 7月18日 河南电视剧频道            | 2013年1月28日 江苏/陕西卫视                      | 李晟、何晟铭、王珂、田家达、潘迎紫、邓莎                                         | 古装 |
| 活佛济公3                       | 90   | 网页（页面存档备份，存于） | 7月18日 山东齐鲁频道              | 7月25日 江苏/深圳卫视                            | 陈浩民、林子聪、叶祖新、林江国、张亮、馨子                                       | 古装 |
| 千金                            | 34   |                            | 7月23日 重庆影视频道/福州影视频道 |                                                  | 欧萱、吕颂贤、温岚、戴阳天、杜俊泽                                               | 民初 |
| 钟馗传说                        | 36   | 网页（页面存档备份，存于） |                                   | 7月30日 湖南卫视金鹰独播剧场                     | 欧阳震华、娄宇健、李立、潘长江、李倩                                             | 古装 |
| 爱情公寓3                       | 24   | 网页（页面存档备份，存于） |                                   | 7月31日 安徽/东方/湖北/陕西卫视                  | 陈赫、娄艺潇、孙艺洲、王传君、金世佳、赵霁                                       | 都市 |
| 无懈可击之蓝色梦想              | 30   | 网页（页面存档备份，存于） |                                   | 7月31日 浙江卫视                                 | 韩彩英、朱梓骁、吴映洁                                                           | 都市 |
| 新施公案                        | 39   | 网页（页面存档备份，存于） | 8月2日 江苏综艺频道               | 2013年7月16日 央视一套(上午)                     | 范明、郭珍霓、赵锦焘、甘婷婷、韩栋、姚笛                                         | 古装 |
| 包青天之开封奇案                | 38   | 网页（页面存档备份，存于） | 8月4日 浙江金华教育台             | 2013年5月22日 东南卫视                           | 金超群、何家劲、范鸿轩                                                           | 古装 |
| 名门媳妇 / 我的娘家，我的婆     | 35   | 网页（页面存档备份，存于） | 8月6日 河南都市频道               |                                                  | 戴娇倩、葛蕾、宋运成、刘交心、巩峥、岳跃利、习雪                                 | 民初 |
| 大男当婚                        | 30   | 网页（页面存档备份，存于） | 8月8日 上海电视剧频道             | 10月7日 安徽/浙江/深圳卫视                       | 徐峥、梅婷、张歆艺、车晓、隋兰、马苏、朱茵                                       | 都市 |
| 爱情是从告白开始的              | 33   | 网页                       |                                   | 8月10日 安徽/湖北/四川(下午)/陕西卫视            | 孙艺洲、卓文萱、王传君、赵霁                                                     | 青春 |
| 爱的蜜方                        | 30   | 网页（页面存档备份，存于） |                                   | 8月13日 湖南卫视金鹰独播剧场                     | 李多海、李易峰、郑元畅、方安娜                                                   | 青春 |
| 聪明小空空                      | 41   | 网页（页面存档备份，存于） |                                   | 8年15日 央视八套                                 | 潘长江、鲍国安、巩汉林、李丹阳、陈浩民、宁泽添                                   | 古装 |
| 北京青年                        | 36   | 网页（页面存档备份，存于） |                                   | 8年16日 浙江/东方/天津/北京                      | 李晨、任重、杜淳、贺刚、马苏、王丽坤、姚笛                                       | 都市 |
| 幸福满屋                        | 32   | 网页（页面存档备份，存于） | 8月23日 扬州城市频道              | 2016年7年18日 江西卫视                           | 贾一平、刘涛、奚美娟、巫刚、董晓燕、赵子琪                                       | 婚姻 |
| 童话二分之一                    | 32   | 网页（页面存档备份，存于） |                                   | 8月27日 湖南卫视金鹰独播剧场                     | 张钧甯、李俊赫、朱梓骁、施大生、午马、刘美含                                     | 都市 |
| 爱情闯进门                      | 32   | 网页                       |                                   | 8月27日 安徽/湖北/四川(日间)/陕西卫视            | 宋茜、辰亦儒、周觅、邵翔                                                         | 都市 |
| 大秦帝国之纵横                  | 51   | 网页（页面存档备份，存于） | 8月30日 韓國CHING                 | 2013年9月5日 央视一套                            | 富大龙、宁静、李立群                                                             | 古装 |
| 民国恩仇录                      | 30   | 网页（页面存档备份，存于） | 9月5日 上海电视剧频道             |                                                  | 米雪、郭羡妮、周牧茵、何建泽、徐少强                                             | 民初 |
| 微博达人                        | 30   | 网页（页面存档备份，存于） |                                   | 9月9日 山东/东南/云南、9月12日 安徽卫视          | 陈键锋、章龄之、吕良伟、陈司翰、陈美行、李金铭                                   | 都市 |
| 我家有喜 / 非常有喜             | 80   | 网页（页面存档备份，存于） |                                   | 9月11日 湖南卫视金鹰独播剧场                     | 海陆、高梓淇、万茜、李佳航                                                       | 都市 |
| 新白发魔女传                    | 42   | 网页                       |                                   | 9月14日 湖南卫视第一周播剧场                     | 吴奇隆、马苏、郭珍霓、樊少皇、刘思彤、李解                                       | 古装 |
| 娘心计                          | 38   | 网页（页面存档备份，存于） | 9月15日 上海电视剧频道            | 2014年3月17日 东南卫视                           | 谢君豪、归亚蕾、何琳、杨雨婷、宣璐、徐海乔、李艳                                 | 民初 |
| 错点鸳鸯·戏点鸳鸯               | 50   | 网页                       | 9月18日 西宁新闻频道/西宁生活频道 | 2014年2月20日 东南/四川卫视                      | 赵丽颖、韩栋、叶祖新、马文龙、戚迹                                               | 古装 |
| 江南传奇之十五贯                | 32   |                            | 9月25日 安徽影视频道              |                                                  | 梁冠华、李逸朗、赵亮、苑琼丹                                                     | 古装 |
| 通天神探 / 黑夜天使             | 24   |                            | 9月26日 湖南娱乐频道              |                                                  | 周杰、郝蕾、刘佳佳                                                               | 民初 |
| 妈妈你到底在哪里                | 36   | 网页（页面存档备份，存于） | 9月29日 济南新闻频道              | 2013年6月10日 东南卫视                           | 张玉嬿、陈紫函、张晨光、田丽、李泽锋                                             | 民初 |
| 刑名师爷                        | 30   | 网页（页面存档备份，存于） | 10月8日 中華TV                    |                                                  | 吴奇隆、霍建华、何琢言                                                           | 古装 |
| 苏东坡                          | 44   | 网页（页面存档备份，存于） |                                   | 10月7日 东南卫视                                 | 陆毅、林心如、牛飘、宋昊林、申军谊、韩雨芹                                       | 古装 |
| 屌丝男士第一季                  | 6    |                            | 10月10日 乐视网                   |                                                  | 董成鹏(大鹏) (客串: 柳岩)                                                        | 都市 |
| 加油妈妈 / 幸福妈妈             | 65   | 网页（页面存档备份，存于） |                                   | 10月14日 湖南卫视金鹰独播剧场                    | 贺军翔、张玉嬿、宗峰岩、张璇、方小月、毛林林                                     | 都市 |
| 步步杀机                        | 32   | 网页（页面存档备份，存于） | 10月18日 南宁新闻综合频道         | 2013年4月12日 吉林卫视                           | 欧阳震华、甄锡、焦俊艳、方子哥、马雅舒、曾黎、樊少皇                             | 民初 |
| 第九个寡妇                      | 34   | 网页（页面存档备份，存于） | 10月22日 江苏城市频道             | 2013年6月24日 浙江卫视                           | 叶璇、刘佩琦、李东学、迟蓬、方慧                                                 | 民初 |
| 新女婿时代                      | 35   | 网页（页面存档备份，存于） |                                   | 10月22日 北京卫视                                | 林永健、牛莉、何赛飞、何洁                                                       | 婚姻 |
| 黄梅戏宗师传奇                  | 25   | 网页（页面存档备份，存于） |                                   | 10月25日 央视八套                                | 曹曦文、马跃、黄海、吴辰君、张铁林                                               | 古装 |
| 刷新3+7                         | 10   |                            |                                   | 10月27日 东方卫视                                | 胡歌、范晓萱、蒋劲夫、徐溢、刘心悠、范植伟                                       | 都市 |
| 旋转吧，爱情                    | 24   | 网页（页面存档备份，存于） | 11月2日 视频网                    |                                                  | 张峻宁、郑罗茜                                                                   | 青春 |
| 乱世佳人                        | 44   | 网页                       | 11月2日 江苏城市频道              | 12月5日 安徽卫视                                 | 唐嫣、罗晋、陈键锋、叶童、谭凯                                                   | 民初 |
| 姐姐立正向前走                  | 30   | 网页（页面存档备份，存于） |                                   | 11月3日 湖南卫视第一周播剧场                     | 林心如、汪东城、林更新、张伦硕、吴亚馨、胡兵                                     | 都市 |
| 艾米加油                        | 30   | 网页（页面存档备份，存于） |                                   | 11月4日 湖南卫视第一周播剧场                     | 孙耀琦、李佳航、白卉子、朱泳腾、臧洪娜、班杰明                                   | 都市 |
| 蓝蝶之谜                        | 32   | 网页（页面存档备份，存于） | 11月4日 南宁新闻综合频道          | 2013年11月7日 央视八套                           | 唐一菲、马德钟、湛雅舒、王琦、严屹宽、陈浩民                                     | 民初 |
| 彼岸1945 / 回家                 | 34   | 网页（页面存档备份，存于） | 11月20日 公視HD                   | 11月8日 浙江卫视                                 | 周渝民、王学圻、张钧甯、阎娜、张晨光、李李仁                                     | 民初 |
| 媳妇的美好春天 / 媳妇的美好宣言 | 33   | 网页（页面存档备份，存于） |                                   | 11月8日 东方/北京/深圳卫视                       | 姚芊羽、辛柏青、刘佳、牛莉、郑则仕                                               | 婚姻 |
| 咏春传奇                        | 28   |                            | 11月10日 福建综合频道             |                                                  | 周扬、张丹峰、叶童、郑佩佩、元彪、修庆、毛晓彤                                   | 民初 |
| 王的女人                        | 32   | 网页（页面存档备份，存于） | 11月11日 扬中综艺频道             | 2013年10月14日 浙江/深圳/厦门/陕西卫视           | 明道、陈乔恩、罗晋、袁姗姗、田亮、金莎                                           | 古装 |
| 辣椒与泡菜                      | 26   | 网页（页面存档备份，存于） |                                   | 11月17日 四川卫视                                | 安七炫、谢娜                                                                     | 青春 |
| 青春大爆炸                      | 20   |                            | 11月23日 成都电视台/乐视网        |                                                  | 雷庆瑶；葛天；杨楠                                                               | 青春 |
| 新都市人                        | 30   |                            |                                   | 11月26日 东方卫视                                | 宣萱、王兆祥、吴启华、戴燕妮                                                     | 都市 |
| 离婚前规则                      | 34   | 网页（页面存档备份，存于） |                                   | 11月27日 浙江卫视                                | 白百何、贾乃亮、高露、是安、郑恺、李小萌                                         | 都市 |
| 楚汉爭雄                        | 35   | 网页（页面存档备份，存于） | 11月27日 湖南经视                 |                                                  | 黄秋生、任程伟、柯蓝、金晨                                                       | 古装 |
| 隋唐英雄1、2                    | 120  | 网页（页面存档备份，存于） |                                   | 12月3日 湖南卫视金鹰独播剧场                     | 张卫健、赵文瑄、余少群、刘晓庆、蒲巴甲、张睿、陈冲、张瑞希、蓝燕、孙耀琦、寇世勋 | 古装 |
| 九河入海 / 大清米商             | 43   | 网页（页面存档备份，存于） |                                   | 12月4日 央视八套                                 | 赵立新、陶红、王奎荣、熊乃瑾、茅子俊                                             | 民初 |
| 宝贝战争                        | 32   | 网页（页面存档备份，存于） |                                   | 12月5日 广东卫视/陕西卫视                        | 涂松岩、姚芊羽、谢君豪、杨静、寇振海                                             | 婚姻 |
| 真爱背后                        | 37   |                            | 12月8日 深圳都市频道              | 2014年4月15日 浙江(上午)/4月23日 湖北卫视(上午)  | 谢钢、徐熙颜、叶青、陈美行                                                       | 都市 |
| 香水佳人                        | 31   |                            | 12月9日 湖北综合频道              |                                                  | 傅淼，曹磊                                                                       | 民初 |
| 凤凰牡丹 / 美人关               | 46   | 网页（页面存档备份，存于） | 12月13日 上海电视剧频道           | 2013年2月21日 浙江卫视                           | 谭耀文、李泰兰、蒋毅、伊一、米雪、穆婷婷                                         | 古装 |
| 摩登女婿                        | 28   | 网页                       |                                   | 12月15日 湖南卫视(上午)                          | 俞杰奇、徐璐、娄艺潇                                                             | 都市 |
| 先结婚后恋爱                    | 32   | 网页（页面存档备份，存于） | 12月15日 北京文艺频道             | 2013年1月12日 吉林/山东/河北卫视、中国教育电视台 | 范伟、张歆艺、王雅捷、王喜                                                       | 都市 |
| 巨神战击队                      | 52   | 网页                       |                                   | 12月15日 广东嘉佳卡通卫视                        | 何超、上官梁越、刘禹希、罗鸣                                                     | 科幻 |
| 我的妈妈是天使                  | 30   |                            | 12月16日 湖北经视                 | 2013年5月6日 江西卫视                            | 梁又琳、吴磊、崔若涵、陈冠霖、顾宝明                                             | 婚姻 |
| 山河恋·美人无泪                 | 38   | 网页（页面存档备份，存于） |                                   | 12月17日 江苏卫视                                | 袁姗姗、刘恺威、韩栋、张檬、蔡少芬                                               | 古装 |
| 嫁入豪门                        | 40   | 网页（页面存档备份，存于） | 12月15日 绍兴公共频道             | 2013年2月10日 江西卫视                           | 佘诗曼、江祖平、钱泳辰、陆昱霖、汤镇业                                           | 民初 |
| 皮五传奇                        | 45   |                            | 12月22日 北京影视频道             | 2013年10月31日 山东卫视                          | 黄志忠、柯蓝、杨皓宇、练束梅、周海媚                                             | 古装 |
| 楚汉传奇                        | 80   | 网页（页面存档备份，存于） |                                   | 12月28日 安徽/浙江/天津/北京卫视                 | 陈道明、何润东、段奕宏、秦岚、李依晓                                             | 古装 |
| 妈祖                            | 38   | 网页（页面存档备份，存于） |                                   | 12月31日 央视八套                                | 刘涛、黄嘉乐、严屹宽、刘德凯、林心如、魏宗万                                     | 古装 |
| 文家的秘密                      | 30   |                            | 12月31日 武汉文艺频道             |                                                  | 朱雨辰、甘婷婷、郑国霖、潘虹                                                     | 都市 |
| 厨窗外的天空                    | 24   |                            | 视频网                            |                                                  | 唐治平，陶昕然，梁家仁，于小慧，李子雄                                           | 都市 |

## 谍战/抗战/年代/革命/乡村/生活/涉案/军旅
註：集数以"国家电视局"公佈为准，语言以普通话为主，按首播日期排序
| 剧名                               | 集数 | 专题                                              | 首播(地方台/视频网)                   | 首播(卫视/央视)                        | 主演                                                     | 题材 |
| ---------------------------------- | ---- | ------------------------------------------------- | ------------------------------------- | -------------------------------------- | -------------------------------------------------------- | ---- |
| 一生只爱你                         | 30   |                                                   | 1月1日 济南影视频道                   | 2月12日 央视八套                       | 于小伟、傅淼、蒋林珊、董维嘉、毕彦君                     | 乡土 |
| 你是我爱人                         | 30   | 网页（页面存档备份，存于）                        |                                       | 1月1日 湖南卫视金芒果独播剧场          | 张国立、邓婕、陈建斌、张萌、咏梅、叶倩云                 | 生活 |
| 光荣大地                           | 37   | 网页（页面存档备份，存于）                        |                                       | 1月1日 北京卫视/央视四套               | 巍子、姚笛、刘佩琦、崔林、杜源                           | 年代 |
| 我的娜塔莎                         | 41   | 网页（页面存档备份，存于）                        |                                       | 1月1日 安徽/江西/山东/河南卫视         | 朱亚文、伊莉莎、岳跃                                     | 革命 |
| 悬崖                               | 40   | 网页（页面存档备份，存于）                        |                                       | 1月3日 东方/天津/黑龙江卫视            | 张嘉译、宋佳、程煜、咏梅、姬他、李洪涛                   | 谍战 |
| 咱是一家人 / 好歹一家人            | 29   |                                                   |                                       | 1月9日 央视八套                        | 丁嘉丽，刘佳                                             | 生活 |
| 雪狼谷                             | 28   | 网页（页面存档备份，存于）                        | 1月10日 河南都市频道                  | 2月13日 江苏卫视                       | 连奕名，杜淳，张嘉译，杨若兮                             | 抗战 |
| 无法伤悲                           | 23   |                                                   | 1月11日 北京影视频道                  |                                        | 王新军、朱杰、陈逸恒                                     | 涉案 |
| 阳光路上                           | 36   | 网页                                              |                                       | 1月13日 央視一套                       | 孙海英、于慧、刘永生、张立                               | 乡土 |
| 抬头见喜                           | 27   | 网页（页面存档备份，存于）                        | 1月16日 浙江影视娱乐频道              |                                        | 张国立、徐俪嘉、买红妹、岳红、洪剑涛                     | 生活 |
| 非常90后                           | 42   | 网页（页面存档备份，存于）                        |                                       | 1月16日 厦门卫视                       | 黄志忠，彭玉，梁天，林源，张铎                           | 生活 |
| 战雷神                             | 30   | 网页（页面存档备份，存于）                        | 1月16日 南方影视频道                  | 8月16日 山东/河南卫视                  | 王挺、杜志国、于越、孙鹏滨                               | 抗战 |
| 高第街                             | 8    |                                                   |                                       | 1月20日 央视八套                       | 刘威葳，邵兵，黄海冰                                     | 乡土 |
| 乡村爱情小夜曲                     | 44   | 网页（页面存档备份，存于）                        |                                       | 1月27日 山东/北京/天津/黑龙江/辽宁     | 赵本山、毕畅、贺树峰、王小利、于月仙                     | 乡土 |
| 大商城                             | 23   |                                                   | 1月24日 哈尔滨新闻综合频道            |                                        | 曹征、武文佳、汤镇业                                     | 生活 |
| 莲花                               | 30   | 网页（页面存档备份，存于）                        | 2月1日 辽宁都市频道                   | 2013年5月16日 北京/山东卫视(下午)      | 李小冉、吴樾、王奎荣、戚九洲、陈洁、俞瞳                 | 年代 |
| 誓言今生                           | 32   | 网页（页面存档备份，存于）                        |                                       | 2月4日 央视一套                        | 郭晓东，姜武，李雪健，白庆琳，王媛可                     | 谍战 |
| 要过好日子                         | 32   | 网页（页面存档备份，存于）                        | 2月5日 黑龙江都市频道                 | 2月29日 东方卫视                       | 王茜华，刘莉莉，高明                                     | 生活 |
| 老蒲的春夏秋冬                     | 21   |                                                   | 2月5日 新疆汉语综艺频道               |                                        | 李万年，郑佩佩，于小磊，黄又南                           | 生活 |
| 外姓兄弟                           | 36   | 网页（页面存档备份，存于）                        | 2月12日 山东影视频道                  | 2014年6月12日 央视八套                 | 范明、王雅捷、倪大宏、于月仙、安泽豪                     | 年代 |
| 绝杀                               | 37   | 网页（页面存档备份，存于）                        | 2月12日 长沙电视台                    |                                        | 王洛勇、丁勇岱、邓瑛、刘卓灵                             | 谍战 |
| 樱桃                               | 38   | 网页（页面存档备份，存于）                        |                                       | 2月19日 山东/辽宁卫视                  | 赵本山、小沈阳、沈春阳、宋小宝                           | 乡土 |
| 感动生命                           | 30   | 网页（页面存档备份，存于）                        |                                       | 2月20日 央视一套                       | 王志文、霍建华、李诚儒、张铁林、颜丙燕                   | 生活 |
| 风云传奇                           | 29   |                                                   | 2月23日 江苏综艺频道                  |                                        | 谢君豪、陆玲、王珂、陈创                                 | 谍战 |
| 红娘子                             | 49   | 网页（页面存档备份，存于）                        |                                       | 2月23日 江苏卫视                       | 王珞丹、杨志刚、刘威、史可、王绘春                       | 年代 |
| 房战                               | 30   |                                                   | 2月24日 山东影视频道/上海东方电影频道 | 7月31日 河北卫视                       | 斯琴高娃、牛莉、赵柯、夏凡                               | 生活 |
| 青盲                               | 50   | 网页（页面存档备份，存于）                        |                                       | 3月1日 浙江/安徽/天津/江西卫视         | 于和伟、王丽坤、沙溢、谢君豪、刘向京、吴秀波             | 涉案 |
| 红军东征                           | 30   | 网页（页面存档备份，存于）                        |                                       | 3月1日 央视一套                        | 张铁林、陈洁、姚刚、梁春书、沈保平、宗利群               | 革命 |
| 女子军魂                           | 32   | 网页（页面存档备份，存于）                        | 3月1日 哈尔滨新闻综合频道             | 2012年5月12日 湖北卫视                 | 闫妮，耿乐，倪虹洁，陶慧                                 | 革命 |
| 小麦进城                           | 34   | 网页（页面存档备份，存于）                        | 3月1日 上海电视剧频道                 | 10月19日 河北卫视                      | 王茜华，罗刚，王丽云，赵毅，田野                         | 乡土 |
| 谍变                               | 27   | 网页（页面存档备份，存于）                        | 3月2日 四川峨眉电影频道               |                                        | 王学兵、车永莉、任重、李泰                               | 涉案 |
| 我和丈母娘的十年战争 / 知足常乐    | 32   | 网页（页面存档备份，存于）                        | 3月4日 黑龙江都市频道                 | 10月25日 东方/云南/辽宁/陕西卫视       | 归亚蕾、姜彤、刘涛、秦海璐                               | 生活 |
| 干得漂亮                           | 25   | 网页（页面存档备份，存于）                        | 3月5日 山东齐鲁频道                   | 5月9日 央视一套(上)、5月20日 辽宁卫视  | 范明、丁海峰、安泽豪、王艺禅                             | 谍战 |
| 我叫王土地                         | 39   |                                                   | 3月9日 石家庄综合频道                 | 3月19日湖北，20日央视一套，26日天津    | 林永健、曾虹畅、李强、齐芳、李依馨、蒋毅                 | 年代 |
| 十五的月亮 / 亲爱的你是兵          | 30   |                                                   |                                       | 3月9日 浙江卫视                        | 杨若兮、潘雨辰、高洋                                     | 军旅 |
| 正者无敌                           | 36   | 网页（页面存档备份，存于）                        | 3月10日 深圳都市频道                  | 9月3日 东方/浙江/北京/天津卫视         | 陈宝国、陈数、陈月末、张檬                               | 革命 |
| 向东是大海                         | 36   | 网页（页面存档备份，存于）                        |                                       | 3月10日 央视一套                       | 王志飞、刘威葳、姜武、宋芮宁                             | 年代 |
| 火流星                             | 32   | 网页（页面存档备份，存于）                        | 3月10日 上海新闻综合频道              | 4月3日 江苏/黑龙江/辽宁/云南卫视       | 王挺，孙淳，秦海璐，王茜华                               | 谍战 |
| 山楂树之恋                         | 28   | 网页（页面存档备份，存于）                        |                                       | 3月12日 江苏卫视                       | 王珞丹、李光洁、黄梅莹、雷恪生、翟万臣                   | 乡土 |
| 只要你过得比我好                   | 36   | 网页（页面存档备份，存于）                        | 3月13日 山东齐鲁频道                  | 7月14日 浙江卫视                       | 张国强、温峥嵘、陈创、李琳、宋轶、戚迹                   | 生活 |
| 媳妇是怎样炼成的                   | 28   | 网页（页面存档备份，存于）                        |                                       | 3月14日 东方卫视                       | 萨日娜、姚芊羽、刘芳毓、代乐乐                           | 生活 |
| 瞧这两家子 / 婆媳拼图              | 36   |                                                   | 3月17日 山东影视频道                  | 8月27日 央视八套                       | 张国立，王姬，迟帅，种丹妮                               | 生活 |
| 别样幸福                           | 34   | 网页（页面存档备份，存于）                        | 3月20日 上海东方电影频道              | 2013年11月15日 江西卫视                | 方青卓、毕彦君、徐路                                     | 生活 |
| 尖刀队                             | 34   |                                                   | 3月23日 江苏综艺频道                  | 7月30日 山东/河南/黑龙江/陕西卫视      | 范雨林、崔波、刘小锋、沈晓海                             | 谍战 |
| 断箭                               | 34   | 网页（页面存档备份，存于）                        |                                       | 3月23日 黑龙江/广东卫视                | 王挺、陈德容、张定涵、王伟光、冯恩鹤、何赛飞             | 年代 |
| 密使                               | 30   | 网页（页面存档备份，存于）                        |                                       | 3月26日 浙江/山东/贵州卫视             | 于震、陈紫函                                             | 谍战 |
| 儿女情更长                         | 39   | 网页                                              |                                       | 3月27日 央视一套                       | 奚美娟                                                   | 生活 |
| 雾都                               | 40   | 网页（页面存档备份，存于）                        | 3月30日 石家庄/哈尔滨新闻综合频道     | 4月16日 江苏卫视                       | 张丰毅，于明加，刘威，石天琦                             | 年代 |
| 女婿难当                           | 30   |                                                   | 3月31日 上海东方电影频道              |                                        | 方子哥，李勤勤，高鑫，田子田，徐秀林，杨蓉               | 生活 |
| 一日夫妻百日恩                     | 27   | 网页（页面存档备份，存于）                        |                                       | 4月1日 央视八套                        | 郭晓东、赵子琪、刘莉莉、韩童生、林继东                   | 生活 |
| 天怒1931之两个女匪王               | 30   |                                                   | 4月2日 湖南电视剧频道                 |                                        | 刘涛、史兰芽、贾一平                                     | 抗战 |
| 敌后便衣队传奇                     | 31   |                                                   | 4月5日 甘肃文化影视频道               | 5月17日 央视一套                       | 洪涛，黄曼，程愫，姜寒                                   | 抗战 |
| 皇粮胡同十九号                     | 26   |                                                   |                                       | 4月6日 央视八套                        | 许晴、邵峰、殷桃、刘金山、陆毅                           | 年代 |
| 血雨母子情                         | 35   |                                                   | 4月8日 江苏城市频道                   | 2013年4月22日 吉林卫视                 | 张恒、韩青、谢君豪、李芯逸                               | 抗战 |
| 最后一枪                           | 32   |                                                   | 4月9日 北京影视频道                   | 8月9日 四川卫视                        | 保剑锋、戴娇倩、李解 、涂黎曼、刘钧                      | 革命 |
| 决战前                             | 32   |                                                   | 4月10日 上海东方电影频道              | 2013年6月2日 山东卫视                  | 杨溢、万茜、佟晨洁、吕凉、张晨光                         | 谍战 |
| 雪浴昆仑                           | 33   | 网页（页面存档备份，存于）                        |                                       | 4月16日 央视一套                       | 高田昊、刘钧、汤嬿                                       | 军旅 |
| 一家不说两家话                     | 25   |                                                   | 4月18日 青岛影视频道                  |                                        | 侯勇、岳红                                               | 乡土 |
| 攻心                               | 38   | 网页（页面存档备份，存于）                        |                                       | 4月11日东南、4月19日央视一套(上午)     | 王志飞、冯恩鹤、姚笛、张晞临、雷佳音、张汇仓             | 革命 |
| 阿丕书记                           | 20   |                                                   |                                       | 4月16日 央视一套                       | 迟帅，柯蓝，刘佳，毕彦君                                 | 乡土 |
| 青春四十                           | 30   | 网页（页面存档备份，存于）                        |                                       | 4月17日 央视八套                       | 陈小艺、徐帆、剧雪、胡军、何冰、张博                     | 生活 |
| 丈母娘来了                         | 30   |                                                   | 4月19日 山东影视频道                  | 8月1日 东方卫视、8月9日 央视八套       | 雷佳音，朱杰，朱茵，王丽云                               | 生活 |
| 黎明绝杀                           | 36   |                                                   | 4月21日 长沙经贸频道                  |                                        | 刘小锋、陈紫函、薛佳凝、寇振海、恬妞                     | 谍战 |
| 摩西密码                           | 35   | 网页（页面存档备份，存于）                        |                                       | 4月21日 新疆卫视                       | 归亚蕾、修宗迪、宗峰岩                                   | 年代 |
| 从将军到士兵                       | 50   |                                                   | 4月23日 青岛党建电视频道              |                                        | 于荣光、吕丽萍、杜志国、张翰(台)、蒋林静、秋瓷炫、吕良伟 | 军旅 |
| 战地花开                           | 32   |                                                   | 4月23日 上海东方电影频道              |                                        | 殷桃、沈晓海、李依晓、陶飞霏                             | 抗战 |
| 独刺                               | 36   | 网页（页面存档备份，存于）                        |                                       | 4月25日 北京/山东/湖北/河北卫视        | 宋春丽、孙逊、斯琴高娃、唐一菲                           | 谍战 |
| 再爱我一次                         | 35   |                                                   | 4月26日 江西影视频道                  |                                        | 高鑫，谢仙，叶全真，刘雪华                               | 年代 |
| 代号十三钗                         | 36   | 网页（页面存档备份，存于）                        | 4月26日 绍兴公共频道                  | 12月1日 山东卫视                       | 韩雪、张光北、李超、徐百卉                               | 谍战 |
| 便衣支队 / 便衣警官                | 23   |                                                   |                                       | 4月26日 央视一套                       | 贾乃亮，吴京安                                           | 涉案 |
| 老爸的爱情                         | 32   |                                                   | 4月26日 北京影视频道                  | 9月1日 江西/黑龙江/辽宁/河南卫视       | 何冰、张玉嬿、陈赫、张佳宁                               | 生活 |
| 老爹的非“城”勿扰                   | 28   | 网页                                              |                                       | 4月28日 央视八套                       | 吴军、李颖、李菁菁、宋雨霏                               | 生活 |
| 永远的母亲                         | 28   |                                                   | 4月??日 深圳都市频道                  |                                        | 陈瑾，施京明，韩青，谢钢                                 | 生活 |
| 风云之十里洋场                     | 30   |                                                   | 5月1日 湖南电视剧频道                 | 2013年10月17日 央视一套                | 邢佳栋、高虎、韩雯雯、毕彦君                             | 年代 |
| 粟裕大将                           | 23   |                                                   | 5月3日 湖南电视剧频道                 |                                        | 郭广平，唐沸潮                                           | 革命 |
| 顾乐家的幸福生活                   | 32   |                                                   | 5月4日 北京影视频道/河南都市频道      | 8月13日 江西卫视                       | 張國強，姜宏波，张子枫                                   | 生活 |
| 幸福生活在招手                     | 29   | 网页（页面存档备份，存于）                        |                                       | 5月4日 央视八套                        | 任程伟，牛莉，刘欢，潘虹                                 | 生活 |
| 密战峨眉                           | 35   |                                                   |                                       | 5月8日 CCTV-6                          | 富大龙、高洋、戴春荣、万梓良                             | 谍战 |
| 生死依托                           | 34   | 网页（页面存档备份，存于）                        |                                       | 5月9日 央视一套                        | 杨梅，李梦男                                             | 乡土 |
| 丈夫的秘密                         | 28   |                                                   | 5月11日 江苏城市频道                  | 12月27日 江西卫视                      | 高瑜，姚刚，解惠清                                       | 生活 |
| 谍战深海 / 密战2                   | 34   |                                                   | 5月12日 北京影视频道                  | 9月21日 天津/湖北/贵州卫视             | 刘佳、王志文、王策、李进荣                               | 谍战 |
| 战火情缘 / 川西剿匪记              | 44   |                                                   | 5月12日 济南新闻频道                  | 2013年9月15日 四川卫视                 | 张桐，苏岩，王大治                                       | 谍战 |
| 神枪 / 神枪射向鬼子                | 32   | 网页（页面存档备份，存于）                        | 5月13日 江苏综艺频道                  | 12月1日 天津/贵州/云南/河南卫视        | 徐僧、贾青                                               | 抗战 |
| 新乌龙山剿匪记                     | 46   | 网页（页面存档备份，存于）                        |                                       | 5月15日 湖南卫视金芒果独播剧场         | 秋瓷炫、安以轩、蒲巴甲、吕良伟、申军谊、刘佩琦           | 革命 |
| 东北往事之江湖儿女                 | 34   |                                                   | 5月17日 山东齐鲁频道                  | 8月28日 江苏卫视(后停播)               | 胡兵，陈紫函，郭珍霓，毕畅]，林江国                      | 谍战 |
| 缉毒精英                           | 26   | 网页（页面存档备份，存于）                        | 5月19日 上海东方电影频道              | 2013年6月23日 央视八套                 | 邢佳栋、岳跃、王海燕、冯国强                             | 涉案 |
| 风雨梵净山                         | 38   |                                                   | 5月19日 北京影视频道                  |                                        | 胡海峰、王力可、许还幻、午马                             | 年代 |
| 五号特工组2之偷天换月              | 32   | 网页（页面存档备份，存于）                        |                                       | 5月21日 浙江/天津/江西/云南卫视        | 于震、王丽坤、刘琳、淳于珊珊、施京明、张龄心             | 革命 |
| 血色玫瑰3之女子特遣队 / 铁血玫瑰   | 38   | 网页（页面存档备份，存于）                        | 5月26日 重庆影视频道                  | 2013年6月16日 四川卫视                 | 李舜、尹媗、刘宝文、王翊丹、刘钇彤、刘小锋、于震、文章   | 抗战 |
| 蝴蝶行动 / 口红                    | 32   |                                                   | 5月27日 四川影视频道                  | 2013年2月23日 河南/贵州卫视            | 唐一菲、齐奎、高鑫                                       | 谍战 |
| 六块六毛六那点事                   | 36   | 网页（页面存档备份，存于）                        | 5月27日 上海电视剧频道                | 2013年5月28日 贵州卫视                 | 黄曼、李乃文、张少华、房子斌、吕丽萍                     | 乡土 |
| 幻影                               | 28   |                                                   | 5月28日 上海电视剧频道(下午)          | 2013年6月25日 重庆卫视                 | 保剑锋，郭广平                                           | 谍战 |
| 战争不相信眼泪                     | 33   | 网页（页面存档备份，存于）                        | 5月28日 上海东方电影频道              | 9月21日 浙江/东南卫视                  | 齐芳，张博，杨洋，徐百卉                                 | 抗战 |
| 知青                               | 45   | 网页（页面存档备份，存于）                        |                                       | 5月29日 央视一套                       | 唐曾、傅晶、程皓枫、李倩、王凯、李欣凌                   | 乡土 |
| 小男人遇上大女人                   | 35   | 网页（页面存档备份，存于）                        | 5月30日 深圳都市频道                  | 2013年7月17日 江西卫视                 | 梁爱琪、鲁诺、卢思思、杨青                               | 生活 |
| 像兄妹一样手拉手 / 曾在兵团拉过手  | 30   | 网页（页面存档备份，存于）                        | 5月31日 宁夏公共频道                  |                                        | 周杰、周一围、台小铭、杨若兮、徐麒雯、杨童舒             | 乡土 |
| 婆媳大事                           | 30   |                                                   | 6月5日 哈尔滨新闻综合频道             | 2014年12月6日 北京卫视(下午)           | 刘佳，孙松                                               | 乡土 |
| 丑角爸爸                           | 34   | 网页（页面存档备份，存于）                        |                                       | 6月8日 央视八套                        | 李保田、王晓晨、王全有、牛欣欣、马兰、王怡               | 生活 |
| 奸细                               | 40   | 网页（页面存档备份，存于）                        | 6月10日 山东影视频道                  | 2013年4月2日 重庆卫视                  | 佟瑞欣、海顿、赵恒煊、于和伟                             | 谍战 |
| 男人的战争                         | 30   | 网页（页面存档备份，存于）                        | 6月18日 甘肃文化影视频道              |                                        | 于和伟，应采儿                                           | 生活 |
| 血战长空                           | 40   | 网页（页面存档备份，存于）                        |                                       | 6月21日 浙江/湖北/东南/云南卫视        | 邵兵、沙溢、李依晓、吴京安、杨树泉、牛莉、洪剑涛         | 军旅 |
| 地火                               | 39   |                                                   | 6月23日 湖南经视                      | 2014年7月4日 央视八套                  | 朱亚文、苗圃、杜志国、吕一                               | 谍战 |
| 边城破晓                           | 30   |                                                   | 6月26日 湖北经视                      |                                        | 申军谊、席与立                                           | 革命 |
| 我们的法兰西岁月                   | 31   | 网页（页面存档备份，存于）                        |                                       | 6月26日 央视一套                       | 朱亚文、钟秋、吕夏、吴晓丹、黄超、张念骅                 | 革命 |
| 致命名单                           | 26   | 网页（页面存档备份，存于）                        | 6月30日 陕西都市青春频道              | 2013年2月14日 贵州/河南/吉林卫视       | 刘小锋、刘钧、姜宏波                                     | 谍战 |
| 红色黎明 / 斩匪                    | 35   |                                                   | 7月3日 湖北经视                       | 2013年6月7日 江西卫视                  | 朱雨辰、杨雪                                             | 革命 |
| 苍天圣土                           | 40   |                                                   |                                       | 7月3日 央视八套                        | 黄觉，边潇潇，汤镇宗                                     | 年代 |
| 后厨                               | 32   |                                                   |                                       | 7月5日 黑龙江/吉林/河北卫视            | 小沈阳，海清                                             | 生活 |
| 俘虏兵 / 战火兵魂之俘虏兵          | 35   | 网页                                              | 7月7日 山东齐鲁频道                   | 2014年1月17日 天津/四川/重庆卫视       | 孙逊、尤勇、高峰、冯恩鹤                                 | 抗战 |
| 奶奶再爱我一次                     | 37   | 网页                                              | 7月12日 湖北综合频道                  | 2013年9月28日 安徽卫视                 | 小李琳、江宏恩、蕭薔、黃子騰                             | 生活 |
| 先遣连                             | 24   |                                                   |                                       | 7月14日 央视一套                       | 王千源，王新军，孙涛                                     | 革命 |
| 三进山城                           | 36   | 网页（页面存档备份，存于）                        | 7月15日 湖南经视                      | 9月16日 山东卫视                       | 王新军，宁静，何政军，孙茜                               | 抗战 |
| 幸福攻略                           | 34   |                                                   | 7月16日 中国教育电视台三频道          |                                        | 侯勇、王烟蒙、苏廷石、顾永菲、佟悦、谭松韵               | 生活 |
| 穷孩子富孩子                       | 33   | 网页（页面存档备份，存于） （页面存档备份，存于） | 7月16日 山东影视频道                  | 2014年8月17日 四川卫视                 | 汤镇宗、李木子、张倬闻、马羚                             | 年代 |
| 鹰巢之预备警官                     | 32   |                                                   |                                       | 7月18日 央视八套                       | 于晓光、王媛可                                           | 涉案 |
| 血色樱花 / 亂世情緣                | 30   |                                                   | 7月19日 陕西新闻综合频道              |                                        | 黄海冰、乔振宇、李曼、穆婷婷                             | 抗战 |
| 冷风暴                             | 34   | 网页（页面存档备份，存于）                        | 7月21日 上海东方电影频道              | 11月17日 山东卫视                      | 朱雨辰、李子雄、任晗、丁勇岱                             | 谍战 |
| 我的非常闺蜜                       | 26   | 网页（页面存档备份，存于）                        |                                       | 7月24日 央视八套                       | 吴越、柯蓝、苏可、李樑、李健、姜峰                       | 生活 |
| 一门三司令                         | 38   | 网页（页面存档备份，存于）                        | 7月28日 湖北经视                      | 12月23日 四川卫视                      | 于晓光、杨烁、章贺、吴岱凝                               | 谍战 |
| 葵花怒放的声响 / 野狼突击队        | 30   | 网页（页面存档备份，存于）                        | 7月29日 北京影视频道                  |                                        | 刘汉强、姚笛、黄明、王庆祥                               | 军旅 |
| 强者风范                           | 30   | 网页（页面存档备份，存于）                        | 7月27日 天津影视频道/江苏城市频道     | 10月14日 央视八套                      | 陈宝国，吴刚                                             | 谍战 |
| 我的抗战                           | 37   |                                                   | 7月30日 湖南经视                      | 9月30日 山东卫视                       | 朱泳腾、魏春光、戴娇倩                                   | 抗战 |
| 错恨                               | 34   |                                                   | 8月1日 广州影视频道                   | 2012年5月6日 东方卫视(下午)            | 陈虹池，徐露，孙岩，姚刚，佟丽娅                         | 乡土 |
| 成长                               | 20   |                                                   |                                       | 8月3日 央视八套                        | 郭晓东，张萌，宋春丽，尤勇，杨烁，李倩                   | 生活 |
| 走出硝烟的女人                     | 32   | 网页（页面存档备份，存于）                        | 8月6日 江苏城市频道                   | 10月30日 南方，11月26日 河北卫视       | 颜丙燕、于震、赵子惠、王茜                               | 抗战 |
| 非凡英雄                           | 35   |                                                   | 8月8日 湖南经视                       | 2013年2月3日 重庆卫视                  | 陈小春，李琦                                             | 抗战 |
| 刀出鞘 / 惊天大迷局                | 33   | 网页（页面存档备份，存于）                        | 8月12日 湖北经视                      |                                        | 聂远、陶虹、丁志诚                                       | 谍战 |
| 大家庭                             | 30   | 网页（页面存档备份，存于）                        | 8年13日 石家庄电视台频道              | 10月7日 北京卫视                       | 于和伟、刘威葳、吕中、刘钧                               | 年代 |
| 天堂马帮                           | 34   |                                                   | 8月13日 湖南经视                      |                                        | 王海地、陆玲、郑晓东、李雅希                             | 抗战 |
| 铁血壮士                           | 36   | 网页（页面存档备份，存于）                        | 8月18日 北京影视频道                  | 2013年4月15日 河北/湖北/新疆卫视       | 柳云龙、沈傲君、刘冠军、王志刚                           | 革命 |
| 枪神传奇                           | 32   |                                                   | 8月22日 湖南经视                      | 11月1日 山东/四川/湖北卫视             | 何政军、张光北、陈丽娜、李依玲                           | 抗战 |
| 儿女的战争                         | 32   |                                                   | 8月25日 上海电视剧频道                | 2013年1月12日 湖北/河南卫视            | 咏梅，陈刚，李芯逸                                       | 生活 |
| 特别使命                           | 29   |                                                   | 8月25日 天津影视频道                  |                                        | 蒋恺、冯国强、商蓉、梁爱琪、廖学秋、高明                 | 涉案 |
| 买房夫妻                           | 32   | 网页（页面存档备份，存于）                        | 8月30日 河南都市频道                  | 11月25日 北京卫视                      | 陶虹、王千源、达达、刘超                                 | 生活 |
| 大地情深                           | 41   | 网页（页面存档备份，存于）                        | 8月30日 湖北综合频道                  | 2013年9月15日 北京卫视                 | 宋春丽、陈瑾、贾延鹏、贾延龙                             | 生活 |
| 营盘镇警事                         | 31   | 网页（页面存档备份，存于）                        |                                       | 9月1日 央视一套                        | 张嘉译、王海燕、丁海峰、王笛、郭京飞                     | 涉案 |
| 长白山下我的家                     | 29   |                                                   |                                       | 9月3日 央视一套                        | 孙茜，丛珊                                               | 乡土 |
| 老病号 / 大元奇事 / 大源奇事       | 43   | 网页（页面存档备份，存于）                        | 9月3日 大连新闻综合频道               |                                        | 林永健、闫学晶、姚刚、颜丙燕、毛林林                     | 生活 |
| 战火中的花蕾 / 苍天泪              | 32   |                                                   | 9月4日 甘肃文化影视频道               | 2013年7月17日 湖北卫视                 | 凌潇肃、曹曦文、傅程鹏、李彧                             | 革命 |
| 敌后英雄                           | 22   |                                                   | 9月5日 湖南经视                       | 2014年1月31日 四川卫视                 | 常戎，卢杉                                               | 抗战 |
| 岳母的幸福生活                     | 32   | 网页（页面存档备份，存于）                        | 9月5日 湖北经济频道                   | 9月21日 北京/深圳卫视                  | 王丽云、李勤勤、范明、柳岩、叶静                         | 生活 |
| 手朮刀                             | 22   | 网页（页面存档备份，存于）                        | 9月7日 贵阳都市频道                   |                                        | 王挺，崔林，安泽豪，李诚洁，王鸥                         | 涉案 |
| 永释我爱                           | 4    |                                                   | 9月7日 重庆时尚频道                   |                                        | 申泽华、陈启杰                                           | 生活 |
| 而立之年                           | 36   | 网页（页面存档备份，存于）                        | 9月8日 山东电视影视频道               | 2013年5月28日 江苏卫視                 | 梅婷、夏雨、范明、王策                                   | 生活 |
| 民兵葛二蛋                         | 32   | 网页（页面存档备份，存于）                        | 9月8日 深圳都市频道                   | 12月12日 浙江/北京/湖北/河南卫视       | 黄渤、高虎、童瑶、阎娜                                   | 抗战 |
| 战火西北狼                         | 31   |                                                   |                                       | 9月9日 江苏卫视                        | 谷智鑫、刘恺威、朱虹                                     | 抗战 |
| 青海花儿                           | 36   | 网页（页面存档备份，存于）                        |                                       | 9月10日 央视八套                       | 何琳、果静林、张璇、蒋小涵、潘之琳                       | 年代 |
| 狂飙支队                           | 38   | 网页（页面存档备份，存于）                        | 9月12日 湖南电视剧频道                | 11月16日 黑龙江/湖北/广东/吉林卫视     | 邢佳栋、吴楚、田野、王志刚                               | 革命 |
| 箭在弦上                           | 42   | 网页（页面存档备份，存于）                        | 9月13日 河北经济生活频道              | 2013年3月26日 四川/贵州/河南卫视       | 靳东、蒋欣、潘之琳、何明翰、任帅、陈龙                   | 革命 |
| 新四大名捕                         | 24   |                                                   | 9月14日 天津影视频道                  | 2013年5月14日 浙江卫视(下午)           | 安泽豪，吴秀波                                           | 涉案 |
| 血色黎明                           | 45   | 网页                                              | 9月15日 上海新闻综合频道              | 2014年11月7日 吉林卫视                 | 方中信、汤镇业、蒋林静、张翰(台)、蓝燕、魏宗万           | 年代 |
| 铁血男儿夏明翰                     | 30   | 网页（页面存档备份，存于）                        |                                       | 9月16日 央视八套                       | 严屹宽、黄轩、池程、苏青、李璟                           | 革命 |
| 越境                               | 30   |                                                   | 9月16日 中国教育电视台三套            |                                        | 罗嘉良、王劲松、傅程鹏、焦恩俊、寇振海、鲍国安           | 谍战 |
| 枪林弹雨 / 烽火英雄                | 32   | 网页（页面存档备份，存于）                        | 9月17日 上海东方电影频道              |                                        | 印小天、边潇潇、杨童舒、王伟光                           | 谍战 |
| 向着炮火前进                       | 40   | 网页（页面存档备份，存于）                        | 9月18日 山东齐鲁频道                  | 10月28日 江苏卫视                      | 吴奇隆、甘婷婷、王新、谢孟伟、杨奇鸣、魏炳桦             | 抗战 |
| 孤岛飞鹰                           | 40   | 网页（页面存档备份，存于）                        | 9月18日 黑龙江影视频道                | 12月12日 山东/天津/贵州卫视            | 张子健、梁冠华、苑冉、刘亚津、曲栅栅                     | 谍战 |
| 十指连心                           | 31   |                                                   | 9月18日 天津文化娱乐频道              | 10月1日 四川/河南/陕西卫视             | 刘雪华，孙松，申军谊                                     | 乡土 |
| 警界英豪                           | 21   |                                                   | 9月18日 广州影视频道                  |                                        | 张博、韩童生、王学兵                                     | 涉案 |
| 中国骑兵                           | 32   | 网页（页面存档备份，存于）                        |                                       | 9月20日 江苏卫视                       | 王雷、李建、马苏                                         | 革命 |
| 母亲，母亲                         | 30   | 网页（页面存档备份，存于）                        |                                       | 9月21日 安徽卫视/东方卫视              | 袁莉、斯琴高娃、胡亚捷、黄曼、石天琦、蒋林珊             | 革命 |
| 裂变                               | 30   | 网页（页面存档备份，存于）                        | 9月28日 上海东方电影频道              | 2013年5月22日 山东/吉林/河北/重庆卫视  | 钱泳辰、蒋欣、尹铸胜、于小磊                             | 革命 |
| 火蓝刀锋                           | 33   | 网页（页面存档备份，存于）                        |                                       | 9月29日 央视八套                       | 杨志刚、刘思言、郑凯、赫子铭                             | 军旅 |
| 我是特种兵之利刃出鞘 / 我是特种兵2 | 38   | 网页（页面存档备份，存于）                        |                                       | 10月1日 江苏卫视                       | 吴京、徐佳、赵荀、侯勇、于和伟                           | 军旅 |
| 昨日今夜                           |      |                                                   |                                       | 10月3日 CCTV-12普法栏目剧              |                                                          | 涉案 |
| 国家命运                           | 30   | 网页                                              |                                       | 10月7日 央视一套                       | 韩中、刘劲、谢钢、史鑫、胡亚捷                           | 革命 |
| 幸福向前走                         | 30   | 网页（页面存档备份，存于）                        | 10月9日 天津新闻频道                  | 2013年3月8日 吉林卫视                  | 冯远征、梁丹妮、秦卫东、李建义、黄曼、杨明娜             | 生活 |
| 追捕渣滓洞刽子手                   | 34   |                                                   | 10月10日 苏州新闻综合频道             | 2014年1月16日 山西黄河卫视             | 邵峰，史兰芽                                             | 谍战 |
| 终极证据                           | 25   | 网页（页面存档备份，存于）                        | 10月12日 黑龙江影视频                 | 2013年1月6日 安徽卫视(下午)            | 何涌生、侯俊丞                                           | 涉案 |
| 老严有女不愁嫁                     | 40   | 网页（页面存档备份，存于）                        | 10月13日 深圳公共综合频道             | 2013年1月14日 江苏卫视                 | 李幼斌、史兰芽、隋俊波、徐洪浩                           | 生活 |
| 不是钱的事                         | 44   | 网页（页面存档备份，存于）                        |                                       | 10月15日 江苏/山东/天津/黑龙江卫视     | 赵本山、小沈阳、唐鉴军、于月仙、程野、毕畅               | 生活 |
| 五星红旗迎风飘扬2                  | 45   | 网页                                              | 10月17日 青岛新闻综合频道             | 11月12日 央视八套                      | 唐国强、孙维民、卢奇、黄薇                               | 革命 |
| 游击兵工厂                         | 35   |                                                   | 10月17日 山西黄河电视台               | 2013年5月26日 厦门卫视                 | 郭家铭、贾青                                             | 抗战 |
| 喋血边城 / 湘西喋血记              | 38   |                                                   |                                       | 10月17日 广东/四川卫视                 | 郑凯，钟思华，修庆，王鹏凯，宗峰岩                       | 革命 |
| 孤军英雄                           | 48   | 网页（页面存档备份，存于）                        |                                       | 10月20日 央视八套                      | 胡军、李雪健、柯蓝                                       | 革命 |
| 焦裕禄                             | 30   | 网页（页面存档备份，存于）                        |                                       | 10月21日 央视一套                      | 王洛勇、颜丙燕、高志强、李立群                           | 传记 |
| 绝战 / 绝战桂林                    | 35   |                                                   | 10月21日 河南电视剧频道               | 2013年11月21日 贵州卫视                | 石凉，温峥嵘，陈创，陶宇佳                               | 抗战 |
| 连环套                             | 39   |                                                   | 10月22日 浙江钱江都市频道             | 2017年12月10日 天津卫视                | 于和伟、张志坚、王丽坤、郑晓宁、王洛勇、冯嘉怡、边潇潇   | 谍战 |
| 专列一号                           | 34   | 网页（页面存档备份，存于）                        | 10月24日 上海东方电影频道             | 2013年10月29日 辽宁/陕西/河北卫视      | 于震、阿朵、陈楚翰、王晓晨                               | 谍战 |
| 激情永远燃烧                       | 32   | 网页（页面存档备份，存于）                        | 10月24日 天津滨海频道                 | 2013年1月10日 江西卫视                 | 刘佳，周小斌，高亚麟，任正彬，王大治                     | 生活 |
| 怪医文三块                         | 33   | 网页（页面存档备份，存于）                        | 10月26日 南京社教频道                 | 2013年4月25日 山东卫视                 | 冯远征、杨立新、杨舒婷、孙茜                             | 年代 |
| 博弈                               | 30   |                                                   |                                       | 10月26日 央视八套                      | 张明健、李曼、张铁林、寇振海                             | 谍战 |
| 大抉择 / 抉择/ 天下归心            | 41   | 网页（页面存档备份，存于）                        | 11月1日 青岛新闻综合频道              | 2015年7月7日 央视八套                  | 马跃、林永健、李芯逸、侯天来、郭达、胡可、王雅捷         | 抗战 |
| 从军记                             | 38   |                                                   | 11月3日 江苏综艺频道                  |                                        | 凌潇肃，林永健，沈佳妮，郭晓东                           | 年代 |
| 不曾见过你 / 杨善洲                | 23   | 网页（页面存档备份，存于）                        |                                       | 11月8日 央视八套                       | 刘佩琦、娜仁花、丁柳元                                   | 乡土 |
| 兄弟海                             | 32   | 网页（页面存档备份，存于）                        | 11月8日 湖北综合频道                  |                                        | 侯勇、张宁益、赵擎、邵峰、王劲松                         | 革命 |
| 捍卫者                             | 30   |                                                   | 11月8日 湖南经视                      | 2013年4月9日 央视八套                  | 范明，车永莉，张秋歌，史可，陈昭荣，萧蔷                 | 谍战 |
| 温州一家人                         | 36   | 网页（页面存档备份，存于）                        |                                       | 11月10日 央视一套                      | 李立群、殷桃、张译、迟蓬                                 | 乡土 |
| 麻辣女兵                           | 47   | 网页（页面存档备份，存于）                        |                                       | 11月14日 湖南卫视金鹰独播剧场          | 王洋、侯勇、李晨、杨烁、马丽、王煜                       | 军旅 |
| 石光荣的战火青春                   | 31   | 网页（页面存档备份，存于）                        | 11月14日 湖南经视                     | 2013年12月10日 浙江卫视                | 邵兵、杨若兮、王新军、高峰                               | 抗战 |
| 我们的快乐人生 / 急速出击          | 30   | 网页（页面存档备份，存于）                        | 11月14日 厦门影视频道                 | 2013年1月26日 江西卫视                 | 于震、胡可、潘虹                                         | 生活 |
| 战旗                               | 30   | 网页（页面存档备份，存于）                        |                                       | 11月16日 江苏卫视                      | 王雷、王媛可、蒋毅、张曦文                               | 抗战 |
| 最爱·你                            | 28   | 网页（页面存档备份，存于）                        | 11月17日 武汉文艺频道                 | 2014年9月17日 广西卫视                 | 王同辉、曹颖、齐欢、张一山、梁丹妮、李明启               | 乡土 |
| 猎杀                               | 32   | 网页（页面存档备份，存于）                        | 11月20日 湖南经视                     | 2013年5月21日 央视八套                 | 蓝盈莹、甄锡、孙亦沐、王唯                               | 抗战 |
| 汉口码头                           | 33   | 网页                                              |                                       | 11月21日 央视八套                      | 李立群、刘牧、林伊婷、陈楚翰                             | 生活 |
| 其实我想留 / 审美疲劳              | 20   |                                                   | 11月25日 宁夏影视频道                 |                                        | 倪大宏、王姬、丁海峰、赵聪                               | 生活 |
| 紫檀王                             | 33   | 网页（页面存档备份，存于）                        |                                       | 11月27日 央视八套                      | 王挺，金铭，高明，宋雨霏，赵芮，郭东文                   | 年代 |
| 妯娌的三国时代                     | 36   | 网页（页面存档备份，存于）                        | 11月28日 江苏城市频道                 | 2013年2月16日 东方卫视                 | 王丽云、闫学晶、曾黎、李崇霄                             | 生活 |
| 与狼共舞                           | 40   | 网页（页面存档备份，存于）                        |                                       | 12月2日 江苏卫视                       | 傅程鹏、程愫、句号、周惠林、于和伟、侯勇                 | 谍战 |
| 九河入海                           | 42   | 网页                                              |                                       | 12月4日 央视八套                       | 赵立新、陶红、王奎荣、熊乃瑾、熊乃瑾、茅子俊、林心如     | 年代 |
| 平原烽火                           | 40   | 网页（页面存档备份，存于）                        | 12月5日 深圳电视剧频道                | 12月28日 山东/湖北/河南/云南卫视       | 张子健、刘蕾、曲栅栅、梁冠华                             | 抗战 |
| 利箭行动                           | 43   | 网页（页面存档备份，存于）                        | 12月8日 天津影视频道                  | 2013年1月1日 贵州/黑龙江/广西/新疆卫视 | 于震、杨烁、刘萌萌                                       | 谍战 |
| 无名高地                           | 24   |                                                   | 12月10日 湖南电视剧频道               |                                        | 吴昊、金玉婷                                             | 军旅 |
| 决战江南                           | 32   |                                                   | 12月10日 江苏城市频道/成都电视台      | 2013年4月16日 央视八套                 | 韩雯雯、马以                                             | 谍战 |
| 那样芬芳                           | 34   | 网页（页面存档备份，存于）                        |                                       | 12月12日 东方/深圳卫视                 | 宋佳、郭京飞、耿乐、黄梅莹                               | 生活 |
| 浴火危城                           | 32   |                                                   |                                       | 12月12日 央视八套                      | 温兆伦，金丰                                             | 年代 |
| 望海的女人                         | 36   | 网页                                              | 12月17日 湖北综合频道                 | 2014年3月19日 安徽卫视                 | 吕夏、陈冠霖、周诗璇、马光泽、梁又琳                     | 年代 |
| 养女                               | 42   |                                                   | 12月18日 陕西都市青春频道             | 2014年4月8日 央视八套                  | 张笛、任重、杜源、严晓频、刘晓庆                         | 生活 |
| 情仇姐妹                           | 40   |                                                   | 12月22日 深圳电视剧频道               |                                        | 陶飞霏、靳东、林伊婷、章贺、王鹏凯                       | 年代 |
| 歧路兄弟                           | 26   | 网页（页面存档备份，存于）                        | 12月22日 湖北垄上频道                 | 2013年9月18日 北京卫视(白天)           | 王雷、李健、张雯                                         | 涉案 |
| 首付                               | 30   | 网页（页面存档备份，存于）                        | 12月25日 石家庄综合新闻频道           | 2013年8月17日 江西卫视                 | 张铎、冯鹏、王阳、黄小蕾                                 | 生活 |
| 我的土地我的家                     | 24   |                                                   |                                       | 12月25日 央视八套                      | 由力,张洪杰,关小平,张铮                                  | 乡土 |
| 刘伯承元帅                         | 33   | 网页（页面存档备份，存于）                        |                                       | 12月29日 央视一套                      | 刘之冰、王嘉、王晖、梁春书                               | 革命 |
| 光荣使命                           | 30   | 网页（页面存档备份，存于）                        | 12月29日 四川影视文艺频道             | 2013年9月2日 辽宁/云南/重庆卫视        | 王挺、韩雯雯、李光洁、秦海璐                             | 革命 |
| 上海滩生死较量                     | 34   |                                                   | 12月30日 深圳电视剧频道               |                                        | 于震、胡可、侯天来、范雨林                               | 谍战 |
| 乱世三义                           | 41   | 网页（页面存档备份，存于）                        | 12月31日 江苏城市频道                 | 2013年4月20日 安徽/天津/河南卫视       | 黄海波、童蕾、任正彬、张晞临、田小洁                     | 抗战 |